# Oratorio Di Castro
L'oratorio Di Castro, inaugurato nel 1914, è una sinagoga romana. Fu la seconda sinagoga, dopo il Tempio Maggiore di Roma, ad essere costruita a Roma dopo l'unità d'Italia e la prima ad essere edificata, in via Cesare Balbo, fuori degli storici confini dell'antico ghetto.

## Storia
Nell'antico ghetto di Roma esisteva un edificio (chiamato le Cinque Scole) che ospitava gli edifici di culto della comunità. Dopo l'Unità d'Italia nel 1870 l'edificio fu demolito per far posto al Tempio Maggiore di Roma, la cui costruzione fu completata nel 1904.
Nel 1909, Grazia Pontecorvo, vedova di Salvatore Di Castro, lasciò alla sua morte i suoi beni alla comunità ebraica di Roma, con l'impegno che fosse costruita una nuova sinagoga nel quartiere Esquilino dove molte famiglie ebraiche si erano stabilite dopo l'abolizione del ghetto.
Il nuovo edificio fu costruito per servire alle comunità sefardita, aschenazita e italiana ed ospitare una scuola. Nonostante che il progetto fosse affidato agli stessi architetti e decoratori del Tempio Maggiore di Roma, Osvaldo Armanni e Vincenzo Costa, essi concepirono un edificio del tutto diverso. L'esterno è semplice e si conforma al disegno degli edifici residenziali circostanti. Il monumentale interno è anch'esso lontano dalle forme esotiche assiro-babilonesi del Maggiore di Roma per seguire piuttosto la moda liberty del tempo.
L'inaugurazione avvenne il 16 settembre 1914. Da allora l'oratorio Di Castro è divenuto un importante punto di riferimento per gli ebrei romani. Il 24 settembre 2014 con una partecipata cerimonia l'intera comunità ebraica di Roma si è riunita nel Tempio di via Balbo per celebrare i cento anni dalla sua costruzione.